# Odilon Lesur-Adrian
Odilon Lesur-Adrian, né le 1er décembre 1901 à Paris où il est mort le 22 septembre 1936, est un artiste peintre français.

## Biographie
Odilon Henri Adrian est le fils d'Odilia Alexia Adrian (1875-1952).
Par le mariage en 1924 de ses parents, sa sœur Alexia Frédéricka (née 1904) et lui portent désormais le nom Lesur-Adrian.
Sa mère est antiquaire, et son père Henri-Victor Lesur, artiste peintre. C'est donc ce dernier qui lui enseigne les rudiments de la peinture.
En 1925, il s'intéresse à la photographie.
Il vit au domicile ses parents, au 82 de l'avenue de Wagram.
Il se perfectionne auprès de Paul-Michel Dupuy, puis expose au Salon des Artistes français, où il est sociétaire.
Il illustre également la jeune revue Aujourd'hui. 
Au salon des Artistes français de 1926, il expose une allée de platanes dans le Dauphiné.
En 1929, il obtient le prix Valérie-Havard.
Il obtient en 1931 le prix Raigecourt-Goyon, en 1932 une médaille d'argent, puis passe hors concours.
Sa sœur Alexia épouse en 1935 le comte de La Chandelle; les peintres Hubert-Denis Etcheverry et Paul-Michel Dupuy sont témoins du mariage.
Il meurt célibataire le 22 septembre 1936 à l'âge de 34 ans.
Il est inhumé au cimetière parisien de Saint-Ouen.

## Prix Odilon Lesur-Adrian
Fondé par Mme Veuve Victor-Henry Lesur, en souvenir de son fils Odilon Lesur-Adrian, artiste peintre, hors concours de la Société des Artistes Français, 
pour être décerné à un jeune peintre français ou alsacien de la Société des Beaux-Arts de la France d'Outre-Mer, âgé moins de trente-cinq ans et ayant fait un beau tableau.
Ce prix sera attribué tous les ans par Comité de la Société des Beaux-Arts de la France d'Outre-Mer.